# IC 4045
IC 4045 ist eine elliptische Galaxie mit aktivem Galaxienkern vom Hubble-Typ E4 im Sternbild Coma Berenices am Nordsternhimmel. Sie ist schätzungsweise 311 Millionen Lichtjahre von der Milchstraße entfernt und hat einen Durchmesser von etwa 75.000 Lj. Die Galaxie gilt als Mitglied des Coma-Galaxienhaufens Abell 1656.

Im selben Himmelsareal befinden sich u. a. die Galaxien NGC 4907, NGC 4908, IC 4040, IC 4051.
Das Objekt wurde am 12. April 1891 von Guillaume Bigourdan entdeckt.